# Tataki

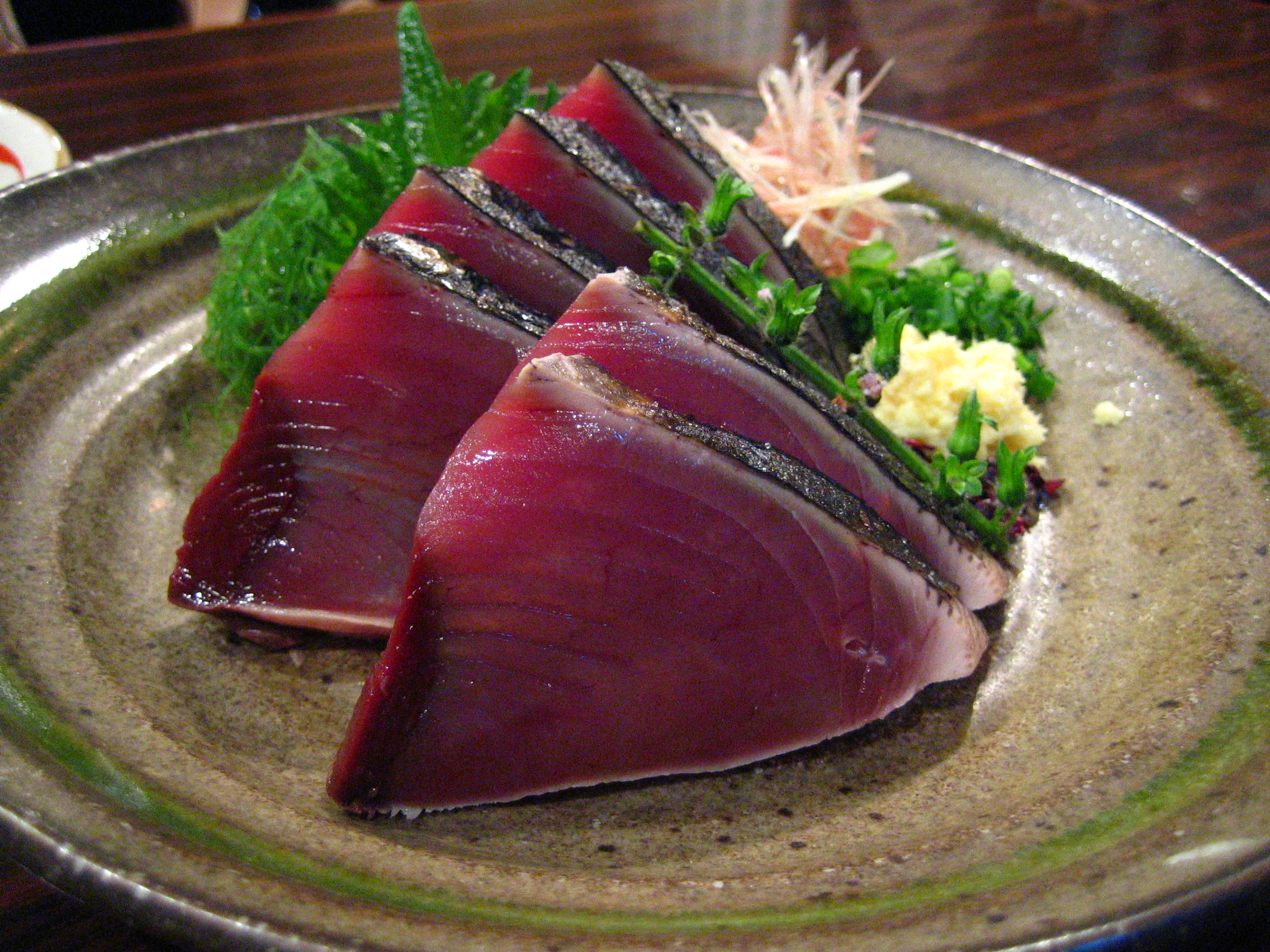
Tataki de bonito.

El Tataki (Japonés: "apilado" o "distribuido en piezas"), denominado también tosa-mi, es una forma de preparar el pescado o la carne en la cocina japonesa. La carne o el pescado se cocinan brevemente en una llama o sartén. Las piezas se marinan ligeramente en vinagre y jengibre (jengibre molido). Por último las piezas son fileteadas.

## Historia
Este método culinario se originó en la Provincia de Tosa, ahora parte de la Prefectura de Kōchi. El método fue perfeccionado y transmitido por Sakamoto Ryōma, un samurái rebelde del siglo XIX, que se inspiró en la técnica europea de asar a la plancha la carne y los pescados, que aprendió de los extranjeros que vivían en la ciudad de Nagasaki.